# Wilhelm Rasmussen
Wilhelm Robert Rasmussen (nacido Vilhelm Robart Rasmussen) (Skien, 1879 - 1965). Fue un destacado escultor noruego.
Creció en su ciudad natal, pero entre 1892 y 1894 radicó con su padre en los Estados Unidos. Interesado en el modelado en yeso, estudió el bachillerato en la Escuela de Artes y Artesanías de Oslo, donde fue alumno de los destacados escultores Brynjulf Bergslien y Lars Utne, entre 1895 y 1900. Estudió posteriormente en París (1902) y en Italia (1906).
Impulsado por Gustav Vigeland, pudo obtener un puesto en las obras de restauración de la Catedral de Nidaros, en Trondheim, donde se la asignó la responsabilidad de algunas esculturas de inspiración gótica, entre 1907 y 1917. Entre otras, destacó su obra de la crucifixión sobre el portal principal de la fachada occidental de la catedral, aunque trabajó en otras, como varios grotescos en diversas partes del exterior del edificio.
Entre otras de sus esculturas más conocidas destacan los monumentos a los reyes Federico II en Fredrikstad, y a Olaf Tryggvason en Trondheim. Entre 1918 y 1921 realizó doce esculturas en granito en la Escuela de Navegación de Tønsberg, actualmente Museo de Arte de Vestfold. De 1921 a 1945 fue profesor en la Academia Estatal de Arte, donde tuvo como alumnos a Stinius Fredriksen y a Odd Hilt. 
La que estaba destinada a ser su obra más importante fue la Columna de Eidsvoll (Eidsvollsøylen), hoy Columna de las Sagas (Sagasøylen), que sin embargo fue su mayor fracaso. En 1925 ganó un concurso entre otros prominentes escultores, como Gustav Vigeland para construir una magna obra escultórica en la Eidvolls plass de Oslo, frente al Edificio del Storting. El diseño de la obra tenía como tema la representación de la historia de Noruega, basada en las sagas antiguas. En la cima, destacaba la figura de un león. Rasmussen comenzó la escultura en 1926.
Durante la Segunda Guerra Mundial se inscribió en el partido pro-nazi Nasjonal Samling, y durante el gobierno nazi de Noruega, fue designado director de la Academia de Arte. Al finalizar la guerra, fue encarcelado brevemente y despojado de la protección artística que le otorgaba el estado. La Eidvollsøylen fue vista como una obra que seguía los patrones estéticos del nazismo, aun cuando había ganado un concurso previo; la obra, bastante avanzada, fue condenada y el proyecto cancelado por el gobierno. Tras la muerte del artista, se le reconoció un gran valor artístico a la columna; esta fue concluida en 1992 por iniciativa de Åmund Elvesæter, un amigo de Rasmussen. Se ordenó el traslado de la obra a Bøverdalen, en Lom, junto al hotel Elveseter, donde permanece en la actualidad. En la cima se halla la figura del rey Harald Cabellera Hermosa.
Después de la Segunda Guerra Mundial, tuvo escasas participaciones artísticas. Una de ellas fue la escultura del explorador Hjalmar Johansen en 1958. 